# Isla Sentinel del Sur
Isla Sentinel del Sur es una de las islas del Archipiélago de Andamán en el Golfo de Bengala. Tiene 1,6 km de longitud al nordeste y al suroeste y hasta 1 km de anchura. Con una extensión de 1,61 km², es mucho más pequeña que su vecina Isla Sentinel del Norte. La isla pertenece al tehsil de Port Blair en el distrito administrativo de Andamán del Sur, parte del territorio de unión india de Islas de Andaman y Nicobar.

## Geografía
Sentinel del Sur está a 26,5 km al oeste-noroeste de la isla Pequeño Andamán y a 59,6 km al sur de la isla Sentinel del Norte. Sentinel del Sur es una isla cubierta de selvas y rodeada de un arrecife de coral.

## Administración
Políticamente, Sentinel del Sur es parte del tehsil de Pequeño Andamán.
En 2018, el gobierno de India excluyó 29 islas, entre ellas Sentinel del Sur, del régimen de Áreas de Permiso Restringido (RAP), hasta el 31 de diciembre de 2022, en un esfuerzo importante por aumentar el turismo aquí. En noviembre de 2018, aun así, el Ministerio del Interior indio declaró que la relajación de la prohibición se llevó a cabo solo para dejar paso a investigadores y antropólogos, para visitar las Islas Sentinel.

## Demografía
La isla está deshabitada pero a veces es visitada por buzos de expediciones para investigar sus fondos remotos y por el factor de novedad.

## Fauna
Sentinel del Sur es un Santuario natural (establecido en 1977) en donde destaca la presencia de cangrejo de los cocoteros.